# Круземан, Корнелис
Корнелис Круземан (25 сентября 1797, Амстердам — 14 ноября 1857, Лиссе)  — нидерландский художник.

## Биография
Корнелис Круземан родился 25 сентября 1797 года в Амстердаме в Батавской Республике (современные Нидерланды) в семье Александра Хендрика Круземана (1765-1829) и Корнелии Бетгер. С четырнадцати лет Корнелис Круземан посещал Амстердамскую академию художеств и учился искусству рисования у Чарльза Говарда Ходжеса (1764-1837) и Жана Огюстена Дайвайла (1786-1850), а также у Петруса Антониуса Равелли (1788-1861).
Круземан продолжал жить в Амстердаме, пока в 1821 году не отправился в Париж и Италию. Он оставался в Италии в течение четырех лет, работая с художниками Жан-Виктором Шнетцем и Луи Леопольдом Робером, и учась у них. В 1825 году, после возвращения в Нидерланды, он поселился в Гааге. В 1826 году он опубликовал путевой отчет о своем путешествии в Италию под названием «Aanteekeningen van C. Kruseman, betrekkelijk deszelfs kunstreis en verblijf in Italië».
3 октября 1832 года он женился на Генриетте Анжелике Мейер. В 1841 году он снова уехал в Италию и оставался там до 1848 года. Из-за пристрастия к жизни в Италии современники-голландцы называли его «итальянский Круземан». С 1847 по 1854 год он жил в Гааге, а затем в Лиссе до самой своей смерти.
Круземан умер в возрасте 60 лет 14 ноября 1857 года в Лиссе.
Среди его многочисленных учеников были его троюродный брат Ян Адам Круземан (1804-1862), Герман Фредерик Карел тен Кате (1822-1891), Адрианус Йоханнес Энле и Раден Салех.
Творческое наследие Круземана включает в себя, в частности, портреты, библейские сцены и сцены из итальянской жизни. Автопортрет Круземана, созданный в 1812 году, сегодня экспонируется в Музее Ван Луна в Амстердаме, а его картина «Легенда» выставлена в Музее Тейлора в Харлеме. Картины Круземана имеются и в коллекциях других музеев, в основном, нидерландских.
Именем Круземана в Нидерландах названо несколько улиц, в том числе, в Амстердаме. Потомками Круземана в 1996 году создан фонд, целью которого является популяризация наследия Корнелиса и Яна Адама Круземанов.

## Награды
- Рыцарь ордена Нидерландского льва (1831)
- Командор ордена Дубовой короны (1842, Люксембург; орден вручался королём Нидерландов).

## Галерея

Некоторые работы
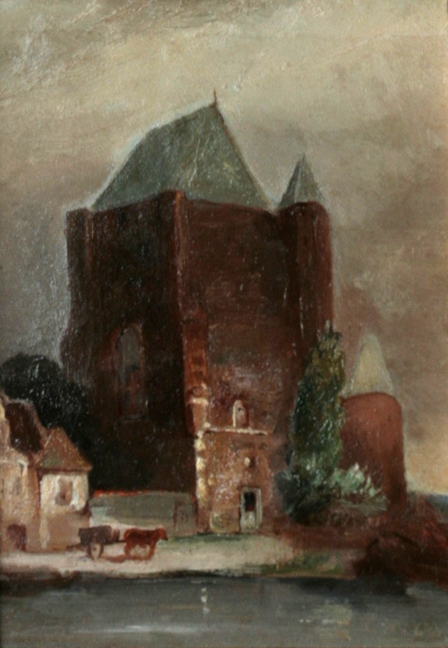
Башня около воды.
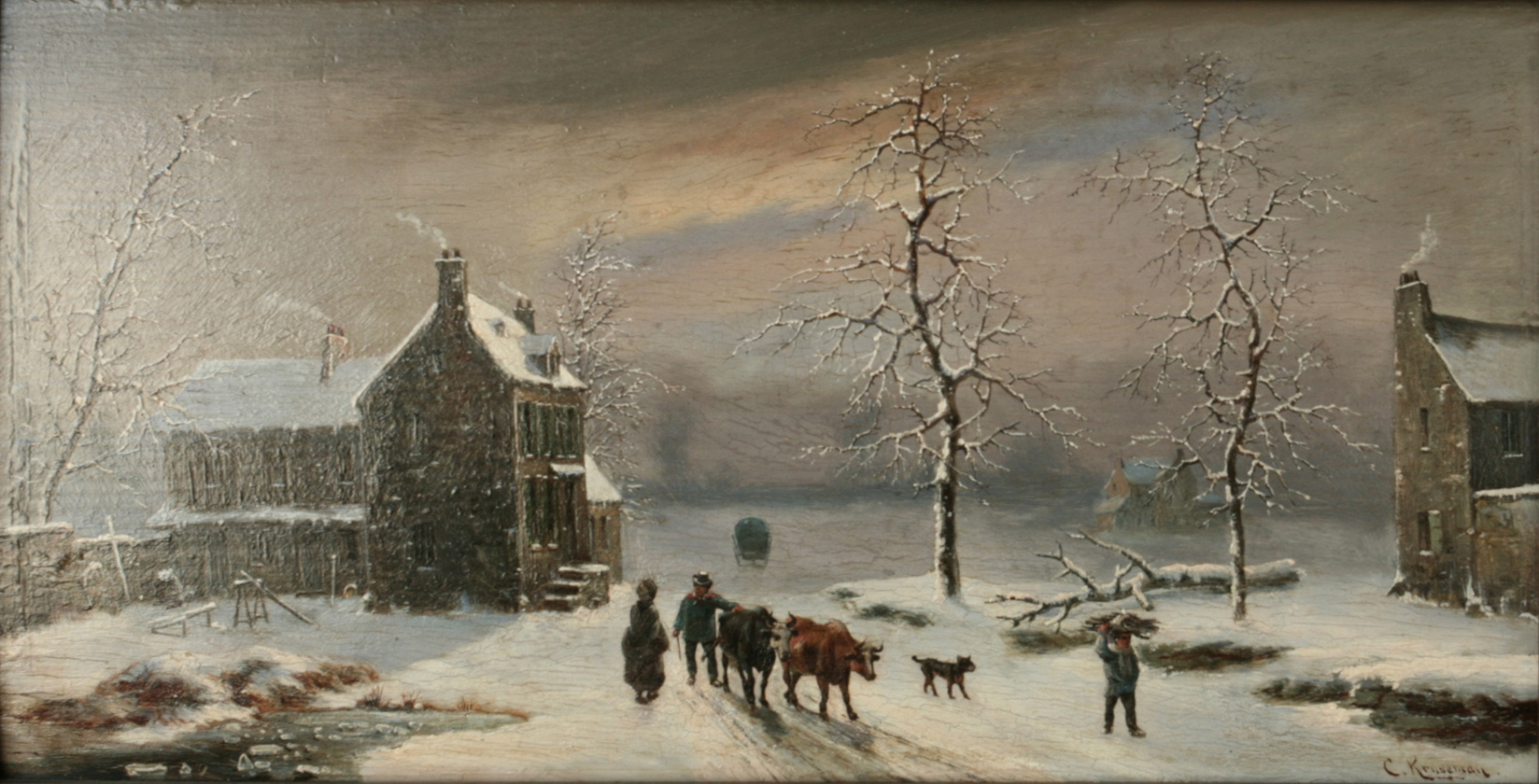
Зимний ландшафт с людьми и коровами
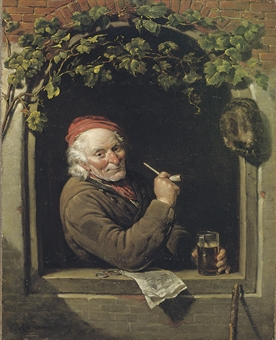
Человек с трубкой.
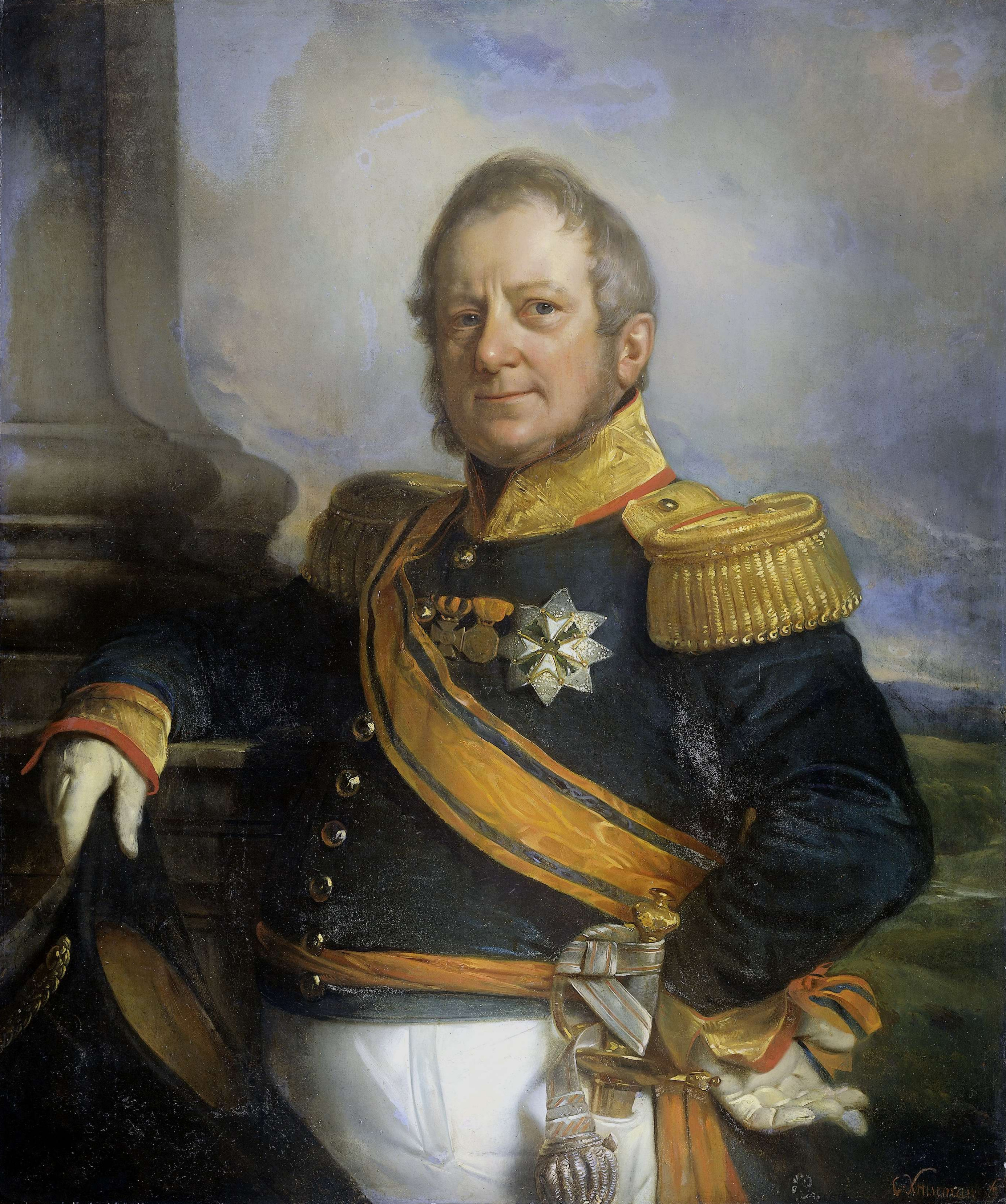
Портрет генерала де Кока.
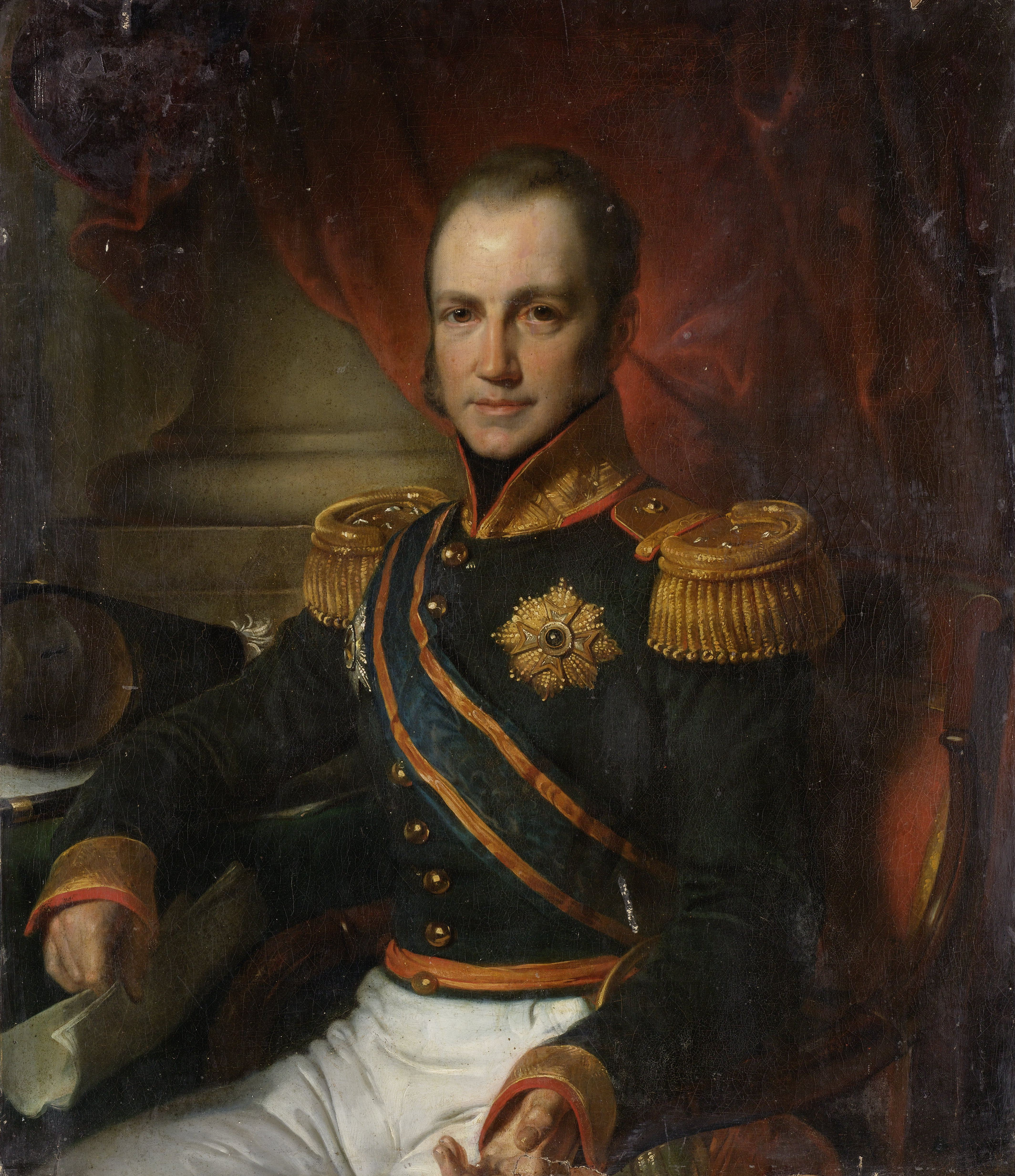
Портрет генерала ван дер Капеллена.
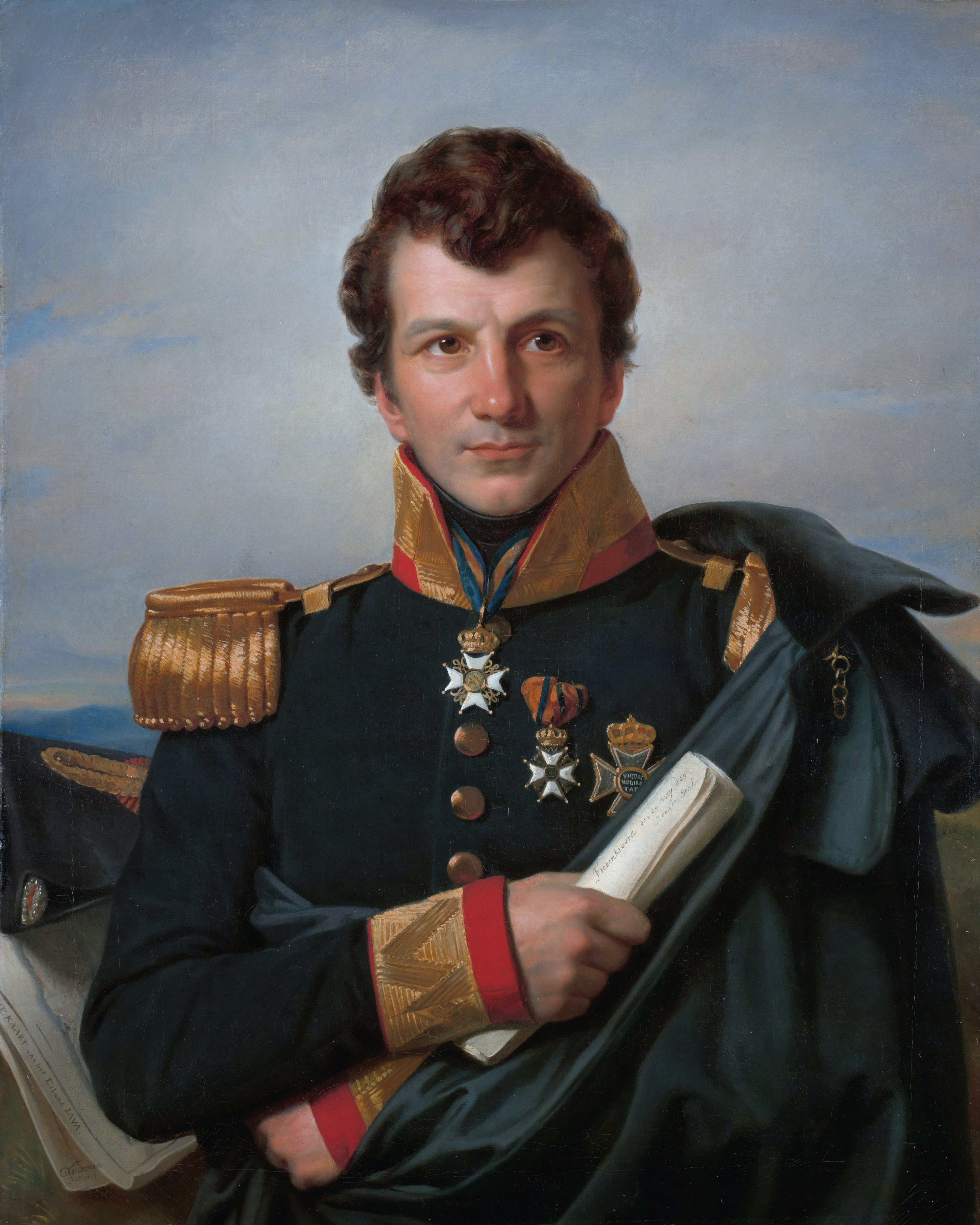
Портрет генерала ван ден Босха.